# Pond (US-amerikanische Band)
Pond war eine Band aus Portland. Die Band wurde 1991 gegründet und trennte sich 1998. Sie veröffentlichte ihre ersten zwei Alben beim Label Sub Pop und ihr letztes Album bei Work Records, einem  Sub-Label von Sony Music.
Am 23. Oktober 2010 fanden sich Pond wieder zusammen, um angesichts der Schließung des Portlander Clubs Satyricon zu spielen.

## Diskografie

### Alben
- 1993: Pond
- 1995: The Practice of Joy Before Death
- 1997: Rock Collection

### Singles und EPs
- 1991: Young Splendor/Tree
- 1992: Wheel/Cinders (Wheel 7")
- 1992: Wheel/Cinders/Snowing (Wheel 12")
- 1992: Wheel/Cinders/Ebner (Wheel 12" Import)
- 1992: Wheel/Cinders/Snowing/11X17 (Wheel EP)
- 1994: Moth/You Don't Quite Get It Do You? (But You're Trying Hard) (Sub Pop SP263)
- 1995: Glass Sparkles In Their Hair/Sundial (Sub Pop SP146/366)